# 62nd Airlift Wing

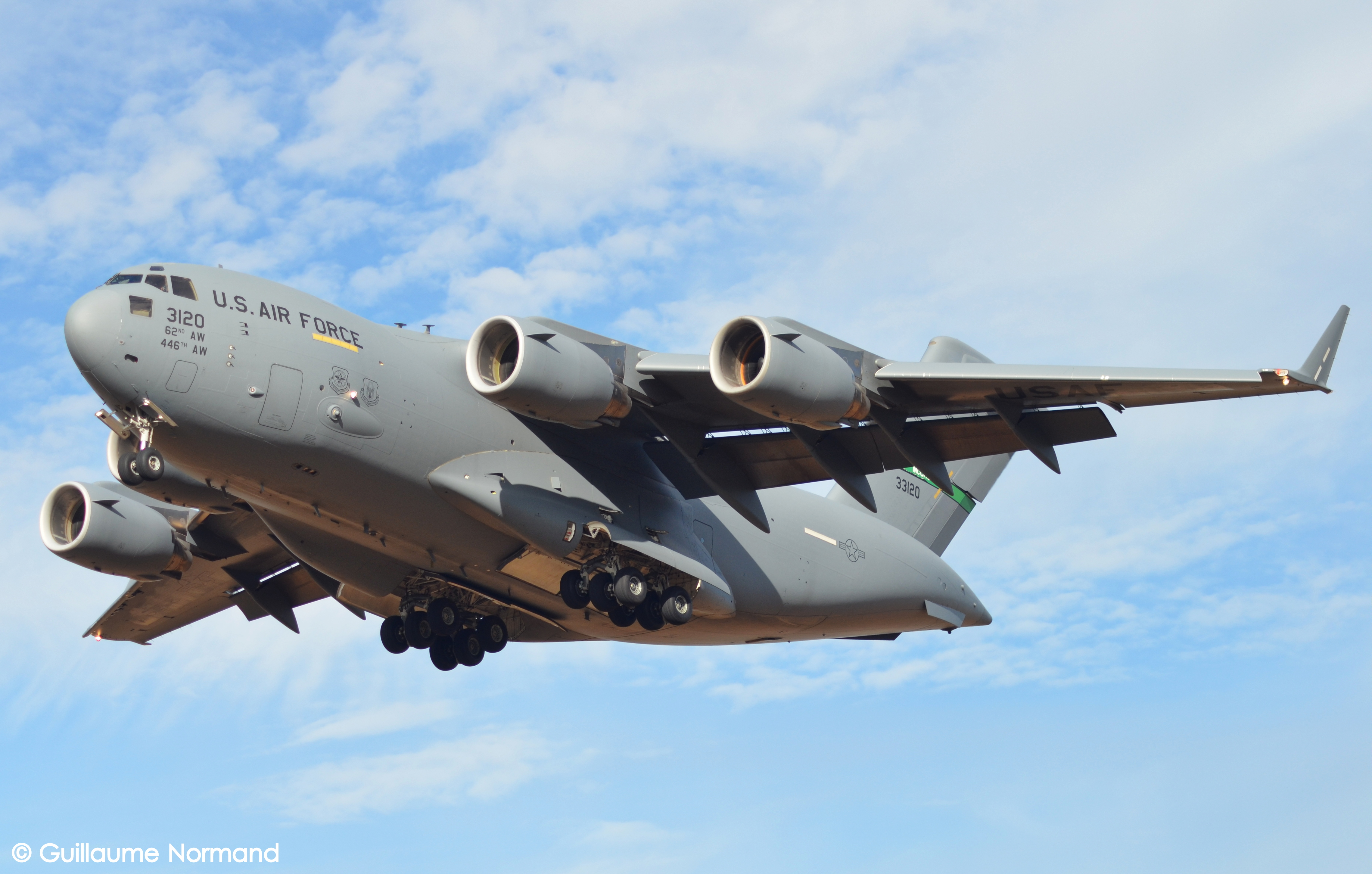
C-17A dello Stormo

Il 62nd Airlift Wing è uno stormo da trasporto dell'Air Mobility Command, inquadrato nella Eighteenth Air Force. Il suo quartier generale è situato presso la Joint Base Lewis-McChord, nello stato di Washington.

## Missione
Allo stormo è associato il 446th Airlift Wing, Air Force Reserve Command, il quale fornisce personale di supporto per l'addestramento e la manutenzione per i suoi 50 C-17A.

## Organizzazione
Attualmente, al maggio 2017, esso controlla:
- 62nd Operations Group
  - 62nd Operation Support Squadron
  -  4th Airlift Squadron - Equipaggiato con C-17A
  -  7th Airlift Squadron - Equipaggiato con C-17A
  -  8th Airlift Squadron - Equipaggiato con C-17A
- 62nd Maintenance Group
  - 62nd Aircraft Maintenance Squadron
  - 62nd Maintenance Operations Squadron
  - 62nd Maintenance Squadron
  - 62nd Aerial Port Squadron
- 62nd Medical Squadron
- 627th Air Base Group
  - 627th Security Forces Squadron
  - 627th Force Support Squadron
  - 627th Logistics Readiness Squadron
  - 627th Communications Squadron
  - 627th Civil Engineer Squadron
- 62nd Wing Staff
  - 62nd Comptroller Squadron